# Mesoleius castaneus
Mesoleius castaneus är en stekelart som beskrevs av Heinrich Habermehl 1925.
Mesoleius castaneus ingår i släktet Mesoleius och familjen brokparasitsteklar. Inga underarter finns listade i Catalogue of Life.